# Dragón de Liubliana

Escudo de Liubliana con el dragón

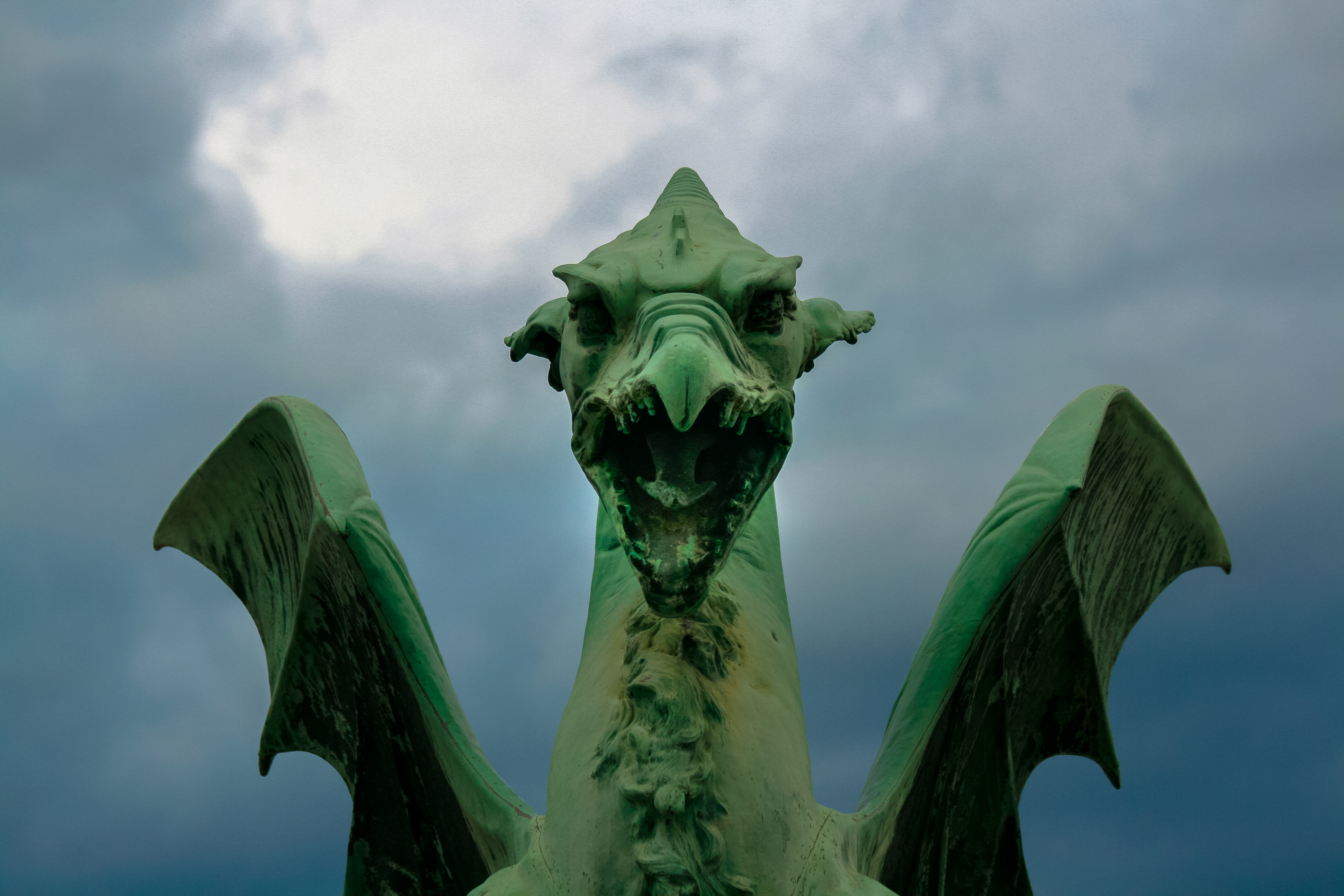
Un dragón en el Puente de los Dragones de Liubliana

El dragón de Liubliana (en esloveno Ljubljanski zmaj) forma parte del escudo de la ciudad desde la época barroca. Simboliza la fuerza, el valor y la sabiduría. Aparece en el Puente de los Dragones, en las matrículas automovilísticas de Liubliana, en los blasones de varios edificios de la ciudad, en las tapas de las alcantarillas, en las escaleras de la torre del Castillo y en la bandera de la ciudad como parte del escudo de Liubliana.

## Origen
Se dice que el dragón de Liubliana tiene su origen en la leyenda de Jasón y los Argonautas. En la antigüedad, el héroe griego Jasón y sus compañeros, los Argonautas, robaron un vellocino de oro (la piel de un carnero dorado) a Eetes, rey de la Cólquida, en el Mar Negro. Huyeron de sus perseguidores en el Argo y acabaron en la desembocadura del río Danubio, en lugar de dirigirse al sur, al Egeo y a su Grecia natal. No había vuelta atrás, así que remontaron el Danubio, pasando por el Sava y luego el Ljubljanica. Cerca del nacimiento del Ljubljanica tuvieron que parar para pasar el invierno. En primavera, desarmaron el Argo y lo llevaron a hombros hasta las orillas del mar Adriático, donde lo volvieron a ensamblar y continuaron su viaje. Según la leyenda, antes de llegar a lo que hoy es Vrhnika, cerca de Liubliana, los argonautas se encontraron con una gran ciénaga en la que vivía un terrible monstruo, que se dice que era el dragón de Liubliana, al que Jasón dio muerte tras una heroica lucha.
Existen dos versiones más verosímiles acerca del origen del dragón. La primera es que proviene del caballero medieval San Jorge, patrón de la capilla del castillo. En los frescos y en las estatuas, San Jorge suele estar representado de pie o montado a caballo y matando a un dragón con una lanza. Según la leyenda de San Jorge, el dragón simboliza las antiguas creencias ancestrales que se ven derrotadas por una nueva religión abrahámica: el cristianismo. En la antigüedad, la colina del castillo era un lugar sagrado en el que los portadores de la cultura de los túmulos tenían su fortaleza y rendían culto a su dios. Cuando en la Edad Media se colocaron los cimientos del actual castillo, también se quiso sustituir simbólicamente las antiguas creencias, razón por la cual se dedicó la capilla del castillo a San Jorge. En la mitología eslava, el dragón representaba al dios Veles, adversario de Perún, el dios supremo eslavo. En la religión eslava, Perún era venerado normalmente en una colina y Veles en un nivel inferior, cerca de un mercado.
Esta primera explicación está relacionada con la segunda, según la cual el dragón evolucionó a partir de la ornamentación del escudo de la ciudad medieval, que en un principio sólo representaba las murallas o las puertas de la ciudad. El pequeño animal, en un primer momento realizado a modo de ornamento sobre el escudo, pasó a formar parte de él en el periodo barroco y, a lo largo del siglo XIX y, sobre todo, del XX, cobró un mayor protagonismo simbólico hasta llegar a desplazar a la torre. También aparece en el blasón de muchos edificios de la ciudad, y después de la Segunda Guerra Mundial lo han empleado como marca comercial varios fabricantes de artículos de consumo; por ejemplo, ha figurado en las etiquetas de botellas de cerveza, en el nombre de una fábrica de baterías o incluso en las cajetillas de los famosos cigarrillos Filter 57 de Liubliana. Varios clubes deportivos lo han adoptado como mascota y es frecuente encontrarlo en todo tipo de artículos de recuerdo. Es mencionado en muchos cuentos y canciones, y en invierno se celebra en Liubliana un carnaval en su honor.